# 헝가리 원탁회의

헝가리 인민 공화국의 국기

헝가리 원탁 회의(헝가리어: Kerekasztal-tárgyalások)는 1989년 혁명이 한창 진행중인 동구권과 폴란드 원탁회의의 영향을 받아 헝가리 인민공화국 부다페스트에서 개최된 회의이다. 회의는 질서 정연하게 집행되었고, 회의 결과 헝가리 사회노동당이 40년간 철저히 고수해온 일당제 마르크스-레닌주의 국가 운영 방침이 붕괴되고 다당제, 입헌제가 도입되었다.

## 회의
헝가리 원탁회의는 헝가리 인민공화국을 붕괴시키는 결과를 낳았지만 회의 주제와 내용은 대중에게 알려지지 않았다. 그러나 동유럽의 봄의 열풍을 타고 헝가리에서도 다양한 성향의 야당이 창당되면서 시민 사회에 헝가리 사회노동당의 독재를 비판하는 여론이 조성되었고, 그 내용이 전반적으로 반영되었을 것이라고 짐작할 수 있다.
1989년 9월 18일 참가자 양측의 합의를 통해 헝가리 인민군 해산, 노동자 민병대 폐지 등이 일차적으로 이루어졌고 그 다음에 정부는 시위대의 여론을 수용하도록 압박을 받게 되었다. 무었보다 그해 베를린 장벽의 붕괴를 목격한 헝가리 공산주의자들은 구야시 공산주의가 종말을 맞았다는 사실에 동의할 수밖에 없었다.
그 이후 몇차례 회의가 있었지만, 양측의 첨예한 논쟁은 합의에 이르지 못했고 마침내 공산당 온건파 지도부가 백기 투항하며 회의는 끝났다. 이에 반발한 공산당 강경파는 탈당해 헝가리 노동당을 세웠다. 1990년 7월 29일 헝가리 원탁회의는 시위대의 승리, 공산당의 패배로 끝났다.

## 결과
회의 결과 참가자의 만장일치로 헌법 개정, 헌법재판소 설립 안건이 가결되었다. 그러나 선거제도 개혁, 국가 존폐는 의견이 갈려 부결되었다. 
그러나 사회노동당의 야노시 카다르 등 강경파 지도부가 물러나고, 공산당이 헝가리 사회당으로 재편되면서 전세가 역전되었고, 반대파는 국가 지도자들에게 공세를 가하며, 헝가리 인민공화국 해체를 요구했다. 1989년 11월 당국은 다당제를 도입했고 헝가리 인민공화국은 빠르게 붕괴되었다.
시위 주도자들은 헝가리 제3공화국 체제를 선포하고, 계획 경제를 포기하고 시장경제를 도입하였다.